# Stigmate di san Francesco (Jan van Eyck)
Il Stigmate di san Francesco è il nome di due dipinti pressoché identici del pittore fiammingo Jan van Eyck. Il più antico è considerato quello del Philadelphia Museum of Art, generalmente attribuito al periodo del soggiorno in Spagna (in particolare al 1428-1429) e misurante 12,5×14,5 cm; una seconda replica più grande (29,3x33,4 cm), con una cromia più armonizzata ai colori bruni, è conservato nella Galleria Sabauda di Torino, datato al 1432 (l'opera è stata esposta a Roma a Palazzo Venezia nell'ambito della mostra Il Potere e la Grazia). Le due opere sono identiche anche nei particolari minuti, per cui l'artista dovette servirsi di un medesimo disegno preparatorio.

## Descrizione e stile
L'opera mostra san Francesco d'Assisi, vestito del saio, che sta in ginocchio e riceve le stimmate da un crocifisso apparso davanti a lui in cielo, secondo uno schema iconografico inventato da Giotto nel XIV secolo. Accanto a lui si trova frate Leone, che sta assopito, appoggiandosi a una roccia.
La figura di san Francesco è particolarmente composita e spicca in lui la forte individuazione fisiognomica, che si avvale di tutte le migliori possibilità della tecnica a olio. Il pesante saio che lo avvolge ha un panneggio increspato e debordante, che sembra avvicinarsi verso lo spettatore. Questo effetto, assieme alla linea dell'orizzonte particolarmente alta ed alla non chiarita posizione delle gambe (il raccordo tra le ginocchia e i piedi è antinaturalistico), fa sì che la figura del santo incomba sullo spettatore come se stesse levitando.
Le ferite sono ben visibili, ma non sono ostentate e mancano elementi soprannaturali come i raggi che procedono dal crocifisso alle stimmate o le aureole, per ottenere una rappresentazione più realistica.
La figura di frate Leone invece è più compatta e come sprofondata, tanto da sembrare un'ampia massa geometrica di volume. La sua corda della cinta descrive una linea che va quasi a unirsi con quella di Francesco, forse a voler simboleggiare una continuità tra il fondatore dell'ordine e i Francescani.
Il paesaggio montuoso dello sfondo, ricco di rocce e spuntoni, con una città fiamminga in lontananza, è un'invenzione di van Eyck. I colori bruni delle rocce e degli alberi si armonizzano con quegli dei sai dei due frati.